# Lycaena typicacaudata
Lycaena typicacaudata är en fjärilsart som beskrevs av Tutt 1906. Lycaena typicacaudata ingår i släktet Lycaena och familjen juvelvingar. Inga underarter finns listade i Catalogue of Life.